# Halowe Mistrzostwa Europy w Lekkoatletyce 2023 – skok wzwyż kobiet
Skok wzwyż kobiet – jedna z konkurencji technicznych rozgrywanych podczas halowych lekkoatletycznych mistrzostw Europy w hali Ataköy Arena w Stambule.
Tytuł mistrzowski z 2021 obroniła Jarosława Mahuczich.

## Terminarz
| Data    | Godzina |              |
| ------- | ------- | ------------ |
| 2 marca | 19:05   | Kwalifikacje |
| 5 marca | 10:20   | Finał        |

## Rekordy
Tabela prezentuje halowy rekord świata, rekord Europy w hali, rekord halowych mistrzostw Europy, a także najlepsze osiągnięcia w hali na świecie i w Europie w sezonie 2023 przed rozpoczęciem mistrzostw.
|                                               | Zawodniczka         | Wynik | Miejsce    | Data                |
| --------------------------------------------- | ------------------- | ----- | ---------- | ------------------- |
| Rekord świata                                 | Kajsa Bergqvist     | 2,08  | Arnstadt   | 4 lutego 2006(dts)  |
| Rekord Europy                                 | Kajsa Bergqvist     | 2,08  | Arnstadt   | 4 lutego 2006(dts)  |
| Rekord mistrzostw Europy                      | Tia Hellebaut       | 2,05  | Birmingham | 3 marca 2007(dts)   |
| Najlepszy wynik na świecie w 2023 roku (hala) | Jarosława Mahuczich | 2,02  | Metz       | 11 lutego 2023(dts) |
| Najlepszy wynik w Europie w 2023 roku (hala)  | Jarosława Mahuczich | 2,02  | Metz       | 11 lutego 2023(dts) |

## Wyniki

### Kwalifikacje
Awans: 1,94 m (Q) lub osiem najlepszych rezultatów (q).
| Poz. | Zawodniczka         | Reprezentacja   | 1,76 | 1,82 | 1,87 | 1,91 | 1,94 | Wynik | Uwagi |
| ---- | ------------------- | --------------- | ---- | ---- | ---- | ---- | ---- | ----- | ----- |
| 1.   | Julija Łewczenko    | Ukraina         | –    | o    | o    | o    |      | 1,91  | q     |
| 2.   | Jarosława Mahuczich | Ukraina         | –    | –    | xx-  | o    |      | 1,91  | q     |
| 3.   | Christina Honsel    | Niemcy          | o    | o    | o    | xo   |      | 1,91  | q     |
| 3.   | Daniela Stanciu     | Rumunia         | o    | o    | o    | xo   |      | 1,91  | q     |
| 3.   | Angelina Topić      | Serbia          | o    | o    | o    | xo   |      | 1,91  | q     |
| 6.   | Kateryna Tabasznyk  | Ukraina         | o    | xo   | o    | xo   |      | 1,91  | q     |
| 6.   | Britt Weerman       | Holandia        | –    | xo   | o    | xo   |      | 1,91  | q     |
| 8.   | Morgan Lake         | Wielka Brytania | –    | o    | o    | xxo  |      | 1,91  | q     |
| 9.   | Solène Gicquel      | Francja         | o    | o    | o    | xxx  |      | 1,87  |       |
| 10.  | Marija Vuković      | Czarnogóra      | –    | o    | xo   | xxx  |      | 1,87  |       |
| 11.  | Nawal Meniker       | Francja         | o    | xo   | xo   | xxx  |      | 1,87  |       |
| 12.  | Karmen Bruus        | Estonia         | o    | o    | xxo  | xxx  |      | 1,87  | SB    |
| 13.  | Lia Apostolovski    | Słowenia        | o    | o    | xxx  |      |      | 1,82  |       |
| 13.  | Heta Tuuri          | Finlandia       | o    | o    | xxx  |      |      | 1,82  |       |
| 15.  | Urtė Baikštytė      | Litwa           | o    | xo   | xxx  |      |      | 1,82  |       |
| 15.  | Elena Vallortigara  | Włochy          | o    | xo   | xxx  |      |      | 1,82  |       |
| 17 ! | Sini Lällä          | Finlandia       |      |      |      |      |      | DNS   |       |

### Finał
| Poz. | Zawodniczka         | Reprezentacja   | 1,80 | 1,86 | 1,91 | 1,94 | 1,96 | 1,98 | 2,03 | Wynik | Uwagi |
| ---- | ------------------- | --------------- | ---- | ---- | ---- | ---- | ---- | ---- | ---- | ----- | ----- |
| 01 ! | Jarosława Mahuczich | Ukraina         | –    | –    | o    | o    | o    | o    | xxx  | 1,98  |       |
| 02 ! | Britt Weerman       | Holandia        | o    | o    | o    | o    | o    | xxx  |      | 1,96  | =     |
| 03 ! | Kateryna Tabasznyk  | Ukraina         | o    | o    | xo   | o    | xxx  |      |      | 1,94  |       |
| 4.   | Angelina Topić      | Serbia          | o    | xo   | xo   | o    | xxx  |      |      | 1,94  | =     |
| 5.   | Julija Łewczenko    | Ukraina         | o    | o    | o    | xxo  | xxx  |      |      | 1,94  |       |
| 6.   | Christina Honsel    | Niemcy          | o    | o    | o    | xxx  |      |      |      | 1,92  |       |
| 7.   | Morgan Lake         | Wielka Brytania | –    | o    | xxx  |      |      |      |      | 1,86  |       |
| 7.   | Daniela Stanciu     | Rumunia         | o    | o    | xxx  |      |      |      |      | 1,86  |       |